# Arquidiócesis de Hankou
La arquidiócesis de Hankou o de Hankow (en latín: Archidioecesis Hancheuvensis y en chino: 天主教汉口总教区) es una circunscripción eclesiástica de la Iglesia católica en China. Se trata de una arquidiócesis latina, sede metropolitana de la provincia eclesiástica de Hankou. Desde el 8 de septiembre de 2021 su arzobispo es Francesco Cui Qingqi, de la Orden de Frailes Menores, aunque para el Anuario Pontificio está vacante desde el 8 de agosto de 1961. La Asociación Patriótica Católica China redujo y renombró a la arquidiócesis a diócesis de Hankou en fecha no precisada, y en 2000 la fusionó con las diócesis de Hanyang y Wuchang para erigir la diócesis de Wuhan, sin asentimiento de la Santa Sede.

## Territorio y organización
La arquidiócesis tiene 12 120 km² y extiende su jurisdicción sobre los fieles católicos de rito latino residentes en parte de la provincia de Hubei.
La sede de la arquidiócesis se encuentra en la ciudad de Wuhan (creada en 1949 por la fusión de las ciudades de Hankou, Wuchang y Hanyang), en donde se halla la Catedral de San José.
La arquidiócesis tiene como sufragáneas a las diócesis de: Hanyang, Laohekou, Puqi, Qizhou, Shinan, Wuchang, Xiangyang y Yichang.
En 1950 en la arquidiócesis existían 25 parroquias.

## Historia
El vicariato apostólico de Hukwang fue erigido el 15 de octubre de 1696 con el breve E sublimi Sedis del papa Inocencio XII, obteniendo el territorio de la diócesis de Nankín (hoy arquidiócesis de Nankín). Tenía jurisdicción sobre las provincias chinas de Hunan y Hubei (antes Hupeh).
El primer vicario apostólico, el franciscano Giovanni Francesco de Nicolais, no llegó a su sede; habiéndose embarcado para Europa en la primavera de 1697, nunca regresó a China.
Al menos desde 1715 el vicariato apostólico estuvo bajo administración a los vicarios apostólicos de Sichuan (hoy diócesis de Chengdu).
En 1762 fue suprimido y unido con el vicariato apostólico de Shensi y Shansi (hoy arquidiócesis de Xi'an y arquidiócesis de Taiyuan respectivamente).
El 14 de agosto de 1838, en virtud del breve Ex debito del papa Gregorio XVI, se restableció el vicariato apostólico, obteniendo el territorio del vicariato apostólico de Shansi y Shensi.
El 2 de abril de 1856 cedió una porción de su territorio para la erección del vicariato apostólico de Hunan (hoy arquidiócesis de Changsha) mediante el breve Suscepti cura del papa Pío IX, y al mismo tiempo cambió su nombre por el de vicariato apostólico de Hupeh.
El 2 de septiembre de 1870, como resultado del breve Quae Christianae rei del papa Pío IX, cedió otras porciones de territorio para la erección de los vicariatos apostólicos de Hupeh Sudoccidental (hoy diócesis de Yichang ) y de Hupeh Noroccidental (hoy diócesis de Laohekou) y al mismo tiempo cambió su nombre por el de vicariato apostólico de Hupeh Oriental.
El 12 de diciembre de 1923 cedió una parte de su territorio para la erección de las prefecturas apostólicas de Hanyang y Puqi (hoy diócesis) mediante el breve Quo christiani del papa Pío XI y a la vez asumió el nuevo nombre de vicariato apostólico de Hankou.
El 18 de julio de 1929 cedió una parte de su territorio para la erección de la misión sui iuris de Hwangchow (hoy diócesis de Qichun) mediante el breve Tum ex Delegato del papa Pío XI.
El 17 de junio de 1937 cedió una parte de su territorio para la erección de la prefectura apostólica de Suixian mediante la bula Quo christiani del papa Pío XI.
El 11 de abril de 1946 el vicariato apostólico fue elevado a arquidiócesis metropolitana con la bula Quotidie Nos del papa Pío XII.
Desde octubre de 1938 hasta agosto de 1945 el ejército de Japón ocupó Hankou.
El Partido Comunista de China se impuso en la guerra civil, ocupó Hankou el 16 de mayo de 1949 y proclamó la República Popular China el 1 de octubre de 1949. El 4 de septiembre de 1951 China comunista expulsó al nuncio apostólico Antonio Riberi y la Santa Sede continuó reconociendo a la República de China en Taiwán como el legítimo gobierno chino. Todos los misioneros extranjeros fueron expulsados de China comunista en 1952, entre ellos el arzobispo Giuseppe Ferruccio Maurizio Rosà.
La Asociación Patriótica Católica China fue creada con el apoyo de la Oficina de Asuntos Religiosos de la República Popular de China en 1957, con el objetivo de controlar las actividades de los católicos en China. Su nombre público es Iglesia católica china y es referida como la "Iglesia oficial" en contraposición a la "Iglesia subterránea" o "Iglesia clandestina" leal a la Santa Sede.
En 1960 la Asociación Patriótica Católica China seleccionó a Matthias Wu Guo-huan sin permiso de la Santa Sede y lo denominó obispo de la diócesis de Hangzhou, rebajando la arquidiócesis a diócesis.
En el período de 1966 a 1976 la Revolución Cultural se ensañó especialmente contra la religión, destruyéndose numerosas iglesias y cesaron todas las actividades religiosas en la arquidiócesis. A principios de la década de 1980 la arquidiócesis reanudó sus operaciones.
El 13 de abril de 1958 se produjeron las primeras ordenaciones episcopales chinas sin autorización de la Santa Sede: entre ellas se encontraba también el arzobispo de Hankou, Bernardin Dong Guangqing, franciscano, fallecido el 12 de mayo de 2007. Mientras tanto, al obispo "oficial" de la Iglesia patriótica china se le opuso un obispo ordenado clandestinamente, Odoric Liu Hede, también franciscano, ordenado obispo en 1984 y fallecido el 10 de diciembre de 2001: en los últimos años de su vida quiso reconciliarse con Dong Guangqing, yendo a vivir con él en la residencia catedralicia.
En 2000 el gobierno chino unificó las diócesis de Hankou, Wuchang y Hanyang en una única entidad eclesial, denominada diócesis de Wuhan. La ordenación, ilegítima para la Santa Sede, del nuevo obispo de Wuhan, Joseph Shen Guo'an, prevista para el 9 de junio de 2011 en un clima de tensión entre las comunidades católicas patrióticas y clandestinas, fue suspendida indefinidamente por el gobierno chino.
El 22 de septiembre de 2018 se firmó en Pekín el Acuerdo provisional entre la Santa Sede y la República Popular de China sobre el nombramiento de los obispos. El 22 de octubre de 2020 el acuerdo fue prorrogado por otros dos años y en octubre de 2022 por otros dos años más.
El 8 de septiembre de 2021, Francis Cui Qingqi, nombrado obispo de Hankou por el papa Francisco el 23 de junio anterior, fue consagrado en la catedral de San José. China lo reconoció como obispo de Wuhan. Fue el sexto obispo ordenado tras la firma del acuerdo provisional entre la Santa Sede y la República Popular China el 22 de septiembre de 2018.
Debido a la situación particular de la Iglesia católica en China, la Santa Sede no nombra obispos para las diócesis chinas, que son sedes oficialmente vacantes incluso en presencia de obispos reconocidos por Roma.

## Estadísticas
Según el Anuario Pontificio 2002 la arquidiócesis tenía a fines de 1950 un total de 35 239 fieles bautizados.
| Año                                                                             | Población            | Población | Población      | Sacerdotes | Sacerdotes    | Sacerdotes    | Bautizados por sacerdote | Diáconos permanentes | Religiosos | Religiosos | Parroquias |
| Año                                                                             | Bautizados católicos | Total     | % de católicos | Total      | Clero secular | Clero regular | Bautizados por sacerdote | Diáconos permanentes | Varones    | Mujeres    | Parroquias |
| ------------------------------------------------------------------------------- | -------------------- | --------- | -------------- | ---------- | ------------- | ------------- | ------------------------ | -------------------- | ---------- | ---------- | ---------- |
| 1950                                                                            | 35 239               | 2 200 000 | 1.6            | 60         | 11            | 49            | 587                      |                      | 28         | 128        | 25         |
| Fuente: Catholic-Hierarchy, que a su vez toma los datos del Anuario Pontificio. |                      |           |                |            |               |               |                          |                      |            |            |            |

## Episcopologio
- Giovanni Francesco de Nicolais, O.F.M. † (20 de octubre de 1696-27 de diciembre de 1737 falleció)
  - Sede administrada por los vicarios apostólicos de Sichuan (1715-1762)
  - Sede suprimida (1762-1838)
  - Giacomo Luigi Fontana, M.E.P. † (14 de agosto de 1838,[18] pero el 11 de julio de 1838 falleció) (obispo electo póstumo)
- Giuseppe Maria Rizzolati, O.F.M.Ref. † (30 de agosto de 1839-27 de enero[nota 1] de 1856 renunció)
- Luigi Celestino Spelta, O.F.M.Ref. † (2 de abril de 1856-12 de septiembre de 1862 falleció)[19]
- Eustachio Vito Modesto Zanoli, O.F.M.Ref. † (12 de septiembre de 1862 por sucesión[20]-17 de mayo de 1883 falleció)
- Vincenzo Epifanio Carlassare, O.F.M.Ref. † (18 de julio[21] de 1884-24 de julio de 1909 falleció)
- Graziano Gennaro, O.F.M. † (24 de julio de 1909 por sucesión-19 de diciembre de 1923 falleció)
- Eugenio Massi, O.F.M. † (26 de enero de 1927-10 de diciembre de 1944 falleció)
- Giuseppe Ferruccio Maurizio Rosà, O.F.M. † (26 de julio de 1946-8 de agosto de 1961 falleció)
  - Sede vacante
  - Bernardin Dong Guangqing † (13 de abril de 1958-12 de mayo de 2007 falleció)
  - Odoric Liu Hede † (1984-10 de diciembre de 2001 falleció)
  - Francesco Cui Qingqi, O.F.M., ordenado el 8 de septiembre de 2021